# ژان سیزدهم
پاپ ژان سیزدهم (به انگلیسی: John XIII) یکی از پاپ‌های کلیسای کاتولیک رم بود که از ۹۶۵ تا ۹۷۲ میلادی پاپ بود.